# Munawwar Tawi
Der Munawwar Tawi (auch Manawar Tawi) ist ein rechter Nebenfluss des Chanab im indischen Unionsterritorium Jammu und Kashmir, an der Grenze zu Asad Kaschmir sowie in der pakistanischen Provinz Punjab.
Der Munawwar Tawi entsteht am Zusammenfluss von Nowshera Tawi und Neari Tawi nahe der Ortschaft Pothi im Distrikt Rajouri. Er fließt anfangs in südwestlicher Richtung durch das Hügelland, das der Bergkette des Pir Panjal vorgelagert ist. Der Fluss trifft auf die Gebirgskette der Siwaliks und wendet sich für 10 km nach Osten. Er bildet für etwa 2 km die Grenze zum pakistanischen Asad Kaschmir. Schließlich ändert der Fluss seine Richtung nach Süden, durchbricht die Siwaliks und erreicht das Tiefland. Er fließt nun im Distrikt Jammu. Der Munawwar Tawi setzt seinen Kurs in Richtung Süden für weitere 30 km fort. Er bildet erneut für 10 Kilometer die Grenze zum westlich gelegenen Asad Kaschmir. 10 km vor seiner Mündung erreicht der Fluss die pakistanische Provinz Punjab.
Dort mündet er schließlich 20 km nördlich der Stadt Sialkot in den Chanab. Der Munawwar Tawi hat eine Länge von 80 km. Er entwässert einen Großteil des Distrikts Rajouri sowie anliegende Gebiete. Sein Einzugsgebiet umfasst ungefähr 2700 km².